# Crass
A Crass angol punk-rock zenekar volt, illetve egyben egy művésztársulat amely 1977-ben alakult, és amely az anarchizmust, mint politikai ideológiát, életstílust és ellenállási mozgalmat terjesztette. A Crass a punk szubkultúrán belül az anarcho-punk irányvonalat hirdette, a közvetlen cselekvés mellett állt ki, harcolt az állatok jogaiért, a feminizmusért és a környezetvédelemért. Az együttes a „csináld magad” szellemiségben létezett, amelyet hirdetett is. Mindez egyaránt tetten is érhető az albumokon, a zenei kompozícióikban, a szórólapjaikon és filmjeikben.
A Crass előre gyártott sablonokat használva előszeretettel helyezett el graffiti feliratokat a londoni metróaluljárókban, a hirdetőtáblákon, de különböző politikai akciókat is tervezett. Az együttes feketébe és katonai ruhába öltözve fejezte ki eszméit és olyan színpadi kevert hatalmi jelképeket használt, amelyekben felfedezhetőek volt a keresztény kereszt, a szvasztika, az Egyesült Királyság zászlaja (Union Jack), vagy az uroborosz (a saját farkába harapó kígyó vagy sárkány, mit az újjászületés alkimista jelképe).
A zenekar meglehetősen kritikus volt úgy általában magával a punk és a fiatalok kultúrájával kapcsolatban. Ettől függetlenül az általuk kommunikált anarchista ideológiák jelen voltak magában a punkban. Mivel szabadon kísérletezgettek, művészetükben fellelhető volt a hanganyagok összevágása, a különféle grafikák, az elbeszélő hanganyagok, a költészet és az improvizáció is, így kapcsolva össze őket az avant-punk és az art punk irányvonalakkal.

## Történetük
1977: A kezdetek

A csapat a Dial House köré szerveződött, amely egy, Essex megyében található településen, Eppingben található ház. Itt egy amolyan „nyitott-ház közösség” működött. A zenekar története akkor kezdődött, amikor Penny Rimbaud elkezdett zenélgetni Steve Ignoranttal, aki utóbbi egyébként akkoriban a Dial House-ban lakott. Ignorantnak kedve támadt aztán egy együttes felállítására, miután látta a The Clash-t koncertezni a Colston Hall-ban, Bristolban. Eközben Rimbaud, aki az olyan avantgárd előadócsapatok veteránja volt már, mint az EXIT vagy a Ceres Confusion, épp a Reality Asylum című könyvén dolgozott. Ők képezték a „So What?” és a „Do They Owe Us a Living?” című számokat szerző dob- és vokál duót. Első körben csak Stormtrooper-nek (rohamosztagos) hívták magukat, mielőtt Crass-re változtatták volna a nevüket. A zenekar a Crass nevet egyébként David Bowie „Ziggy Stardust” című dalának egyik sora után kapta: „The kids was just crass.”
A barátok és a többi lakótárs összefogott (ide értve Gee Vauchert, Pete Wright-ot, N. A. Palmert és Steve Hermant) és a Crass összehozta az első kisebb fellépését egy eldugott kis utcai fesztiválon a Huntley Street-en, Észak-Londonban. Öt dal szerettek volna lejátszani, de az egyik szomszéd a harmadik után tönkre vágta a bulit. A szólógitáros, Steve Herman nem sokkal ez után otthagyta a zenekart, akit aztán Phil Clancey, azaz művésznevén Phil Free váltott. Joy de Vivre és Eve Libertine is ebben az időszakban csatlakozott. A korai Crass fellépések között volt egy négy napos new york-i turné, egy fesztivál performansz a Covent Gardenben, továbbá rendszeresen felléptek a U.K. Subs nevű zenekarral is a putney-i White Lion-ban és a belvárosban található Action Space-ben. Az utóbbi előadásokat általában igen kevesen látogatták csak. „Amikor a Subs játszott, akkor a közönség nagyjából mi voltunk, amikor meg mi játszottunk, ők voltak a közönség.”
A Crass kétszer is játszott a londoni Covent Garden-ben található Roxy Club-ban. Rimbaud elmondása szerint, a zenekar a második előadásra részegen érkezett, ezért nem is engedték őket játszani. Ez inspirálta aztán a „Banned from the Roxy” című számukat és a Crass saját megjelentetésű újságában az International Anthem-ben Rimbaud „Crass at the Roxy” írását is. Az esetet követően a zenekar már sokkal komolyabban vette a dolgot, se nem ittak, se nem szívtak a fellépések előtt, illetve mind a színpadon, mint azon kívül fekete, katonai stílusú ruhát viseltek.

„Kitiltva a Roxy-ból... Nos oké!

Amúgyse szerettem ott játszani

Azt mondták csak szófogadó fickókat akarnak

Azt hiszik, hogy a gitárok és mikrofonok csak kibaszott játékszerek?

Basszák meg, kiállok a véleményem mellett

Az ellen amit rosznak vélek ezen a földön

Mind csak ott ül, a túltáplált seggén

Zabálja, mit verejtékkel termel a szegény”

## Diszkográfia
Stúdióalbumok
- The Feeding of the 5000 (1978)
- Stations of the Crass (1979)
- Penis Envy (1981)
- Christ – The Album (1982)
- Yes Sir, I Will (1983)
- Ten Notes on a Summer's Day (1986)